# 中山川
中山川（なかやまがわ）は、西日本の最高峰石鎚山系の堂ヶ森・青滝山北方などを源流部として、主に愛媛県西条市を流れ同市禎瑞で瀬戸内海（燧灘）に注ぐ二級河川本流。流域は愛媛県西条市と東温市。流路延長は約23km。

## 利水施設および主な支流
- 鞍瀬川-堂ヶ森に発し西条市落合で合流する
- 関屋川
- 中山川逆調整池

## 流域
- 古木「源太桜」を含む並木のような景観で桜の名所となっている峠道「桜三里」がある。
- 鞍瀬川が鞍瀬渓谷の景観を作り出している。